# Miljoenpootvliegen
De miljoenpootvliegen (Phaeomyiidae) zijn een familie uit de orde van de tweevleugeligen (Diptera), onderorde vliegen (Brachycera). Wereldwijd omvat deze familie 2 genera en 5 soorten.

## Soorten
- Geslacht Akebono
  - Akebono vernalis
- Geslacht Pelidnoptera Rondani
  - Pelidnoptera fuscipennis
  - Pelidnoptera leptiformis (Schiner)
  - Pelidnoptera nigripennis
  - Pelidnoptera triangularis